# Januszkowo (powiat żniński)
Januszkowo – wieś w Polsce położona w województwie kujawsko-pomorskim, w powiecie żnińskim, w gminie Żnin.
Wieś klucza żnińskiego arcybiskupstwa gnieźnieńskiego, położona była w XVII wieku w powiecie kcyńskim województwa kaliskiego.
W latach 1954–1959 wieś należała i była siedzibą władz gromady Januszkowo, po jej zniesieniu w gromadzie Góra. W latach 1975–1998 miejscowość należała administracyjnie do województwa bydgoskiego. Według Narodowego Spisu Powszechnego (III 2011 r.) liczyła 235 mieszkańców. Jest osiemnastą co do wielkości miejscowością gminy Żnin.

## Urodzeni w Januszkowie
- Klemens Janicki – polski poeta piszący w języku łacińskim, humanista okresu odrodzenia[5].
- Franciszek Jach – polski szybownik, lotnik, kapitan pilot Wojska Polskiego, kawaler Orderu Virtuti Militari, uczestnik wojny polsko-bolszewickiej i kampanii wrześniowej[6].